# Leonidas Oliveira

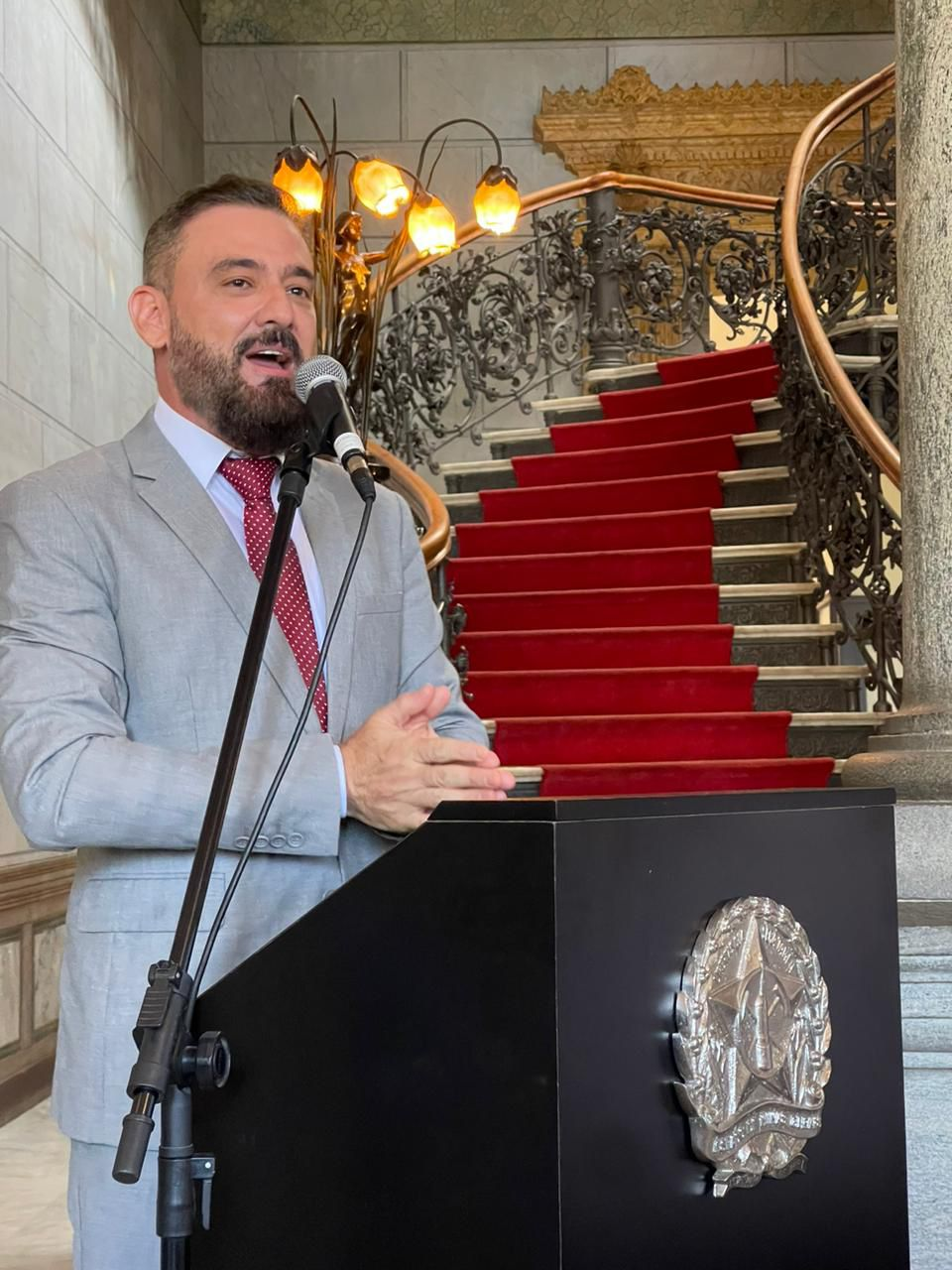

Leônidas de Oliveira (São Gotardo, Minas Gerais, 1973), é arquiteto, filósofo, gestor público, professor e pesquisador brasileiro, Secretário de Estado de Cultura e Turismo de Minas Gerais desde maio de 2020. Destaca-se por seu trabalho na descentralização cultural, valorização do patrimônio, turismo sustentável e economia criativa.

## Formação e Trajetória Acadêmica
Graduado em Filosofia e Arquitetura, Leônidas Oliveira é doutor em Teoria da Arte e da Arquitetura pela Universidade de Valladolid, na Espanha. Bolsista da Fundación Carolina, concluiu em 2004 um curso de Altos Estudos Europeus em Restauração do Patrimônio Cultural, com mais de 1.495 horas de pesquisa em países europeus. Foi seminarista da Diocese de Luz entre 1990 e 1994.
Atuou nacional e internacionalmente como pesquisador e técnico em políticas culturais e urbanas. Foi arquiteto e coordenador do Plano de Reabilitação do Centro Histórico de Valladolid (Espanha), entre 2003 e 2004, onde iniciou sua carreira internacional.

## Cargos públicos e gestão cultural

### Diretor do Museu Histórico Abílio Barreto de Belo Horizonte (2009–2012)
- Promoveu a restauração dos jardins e do casarão histórico da antiga Fazenda do Leitão.
- Realizou exposições como São José de Botas e Praça Rui Barbosa, valorizando a história afetiva de Belo Horizonte.
- Implementou ações de mediação cultural e curadoria orientadas à memória urbana.

## Fundação Municipal de Cultura de Belo Horizonte (2012–2017)[1]
Durante sua gestão à frente da Fundação Municipal de Cultura de Belo Horizonte, Leônidas Oliveira desenvolveu uma política cultural marcada pela descentralização territorial, pela valorização do patrimônio e pela criação de novos equipamentos culturais públicos. Entre suas principais realizações, destacam-se:
- Inscrição do Conjunto Moderno da Pampulha como Patrimônio Mundial da UNESCO, título concedido em 2016 após ampla articulação institucional.
- Criação do Museu da Moda de Belo Horizonte (MUMO), o primeiro museu público dedicado à moda no Brasil, com exposições, acervo têxtil e ações educativas.
- Criação do Festival Literário Internacional de Belo Horizonte (FLI-BH), cuja primeira edição ocorreu em 2015, reunindo autores nacionais e internacionais com programação gratuita em várias regionais da cidade.
- Criação do festival Descontorno Cultural, voltado à valorização da produção artística das periferias, com ações nos centros culturais regionais.
- Inauguração do Centro Cultural Bairro das Indústrias, ampliando a rede cultural no Barreiro e fortalecendo a presença institucional em territórios periféricos.
- Criação da Usina de Cultura, centro cultural inaugurado no bairro Ipiranga em 2016, com teatro, biblioteca, oficinas e espaços comunitários.
- Restauração completa do Teatro Marília, com reforma estrutural e modernização do espaço, devolvendo ao público um dos palcos mais tradicionais da capital mineira.
- Restauração do Teatro Francisco Nunes, reinaugurado em 2014 com melhorias na infraestrutura técnica e de acessibilidade, integrando o circuito do FIT‑BH.
- Criação do Espaço Cênico no bairro Alípio de Melo, primeiro espaço público voltado exclusivamente às artes cênicas criado em Belo Horizonte em cerca de 60 anos, com foco na formação e circulação teatral.
- Inauguração do Cine Santa Tereza, primeiro cinema público de rua de Belo Horizonte, com programação gratuita e ações voltadas ao cinema mineiro e nacional. O espaço foi reaberto em abril de 2016 após restauração completa do prédio histórico de 1944.
- Expansão da Rede de Centros Culturais da cidade, com fortalecimento da política de territorialização da cultura e inclusão sociocultural em todas as regionais.

## Secretário de Estado de Cultura e Turismo de Minas Gerais (2020-2025)
- Implementou o programa Descentra Cultura Minas Gerais.[5]
- Criou o Circuito Liberdade como território de criatividade e turismo, com 40 equipamentos culturais.[6]
- Lançou campanhas integradas como Natal da Mineiridade, Carnaval da Liberdade e o Ano das Artes.
- Conduziu o processo que resultou no título de Patrimônio Cultural Imaterial da Humanidade pela UNESCO para o Queijo Minas Artesanal (2023).
- Sob sua gestão, Minas Gerais liderou o país no Índice de Atividades Turísticas do IBGE, com recordes históricos de visitantes.
- Criou projetos estruturantes como o Infraturismo, a Estrada Cênica da Cordilheira do Espinhaço, o programa TEM – Turismo, Experiência e Mineiridade, e o Projeto Afromineiridades.[7]

## Títulos e homenagens
- Cidadão Honorário de Belo Horizonte, Guaxupé, Sabará, Patrocínio, Poços de Caldas e Nepomuceno.

## Medalhas e Reconhecimentos
- Troféu BTM de Excelência na Gestão do Turismo (2024) — concedido durante a feira Brazil Travel Market, reconhecimento à gestão estratégica de Leônidas Oliveira à frente da Secretaria de Estado de Cultura e Turismo de MG.
- Prêmio de Destino Inovador (2024) — recebido durante a Travel Next, em reconhecimento ao modelo inovador de gestão turística implementado em Minas Gerais.
- Medalha do Mérito do Ministério Público de Minas Gerais (2023) — homenagem à atuação em defesa da justiça social e do patrimônio cultural mineiro.
- Prêmio Arcanjo de Cultura (2024) — distinção pela contribuição ao setor cultural e à gestão pública.

## Publicações e produção intelectual
- Autor dos livros Arte, Cultura e Fé (2024) e Barrocos Periféricos (em produção).
- Colunista de opinião do jornal O Tempo e do portal O Fator, escrevendo regularmente sobre cultura, turismo, arte e identidade mineira.
- Palestrante internacional sobre patrimônio, cultura e turismo.